# Kyohei Tsutsumi
Kyōhei Tsutsumi (筒美 京平 'Tsutsumi Kyouhei'?) (nacido Eikichi Watanabe) (Ushigome, Shinjuku 28 de mayo de 1940 - 7 de octubre de 2020) fue  un compositor, productor musical y arreglista japonés.

## Biografía
Tsutsumi comenzó su carrera como compositor alrededor de 1966, y llegó a la fama como compositor de las listas de éxitos de la canción Ayumi Ishida "Blue Light Yokohama" a finales de 1960. Ha publicado cerca de 3.000 composiciones hasta la fecha, más de 500 de los cuales han entrado en el lista de sencillos Oricon japonés. Tsutsumi es el compositor de mayor éxito comercial de la música popular japonesa de las últimas cinco décadas, vendiendo más de 76 millones de unidades en lista de sencillos en el país a partir de 1968.
Falleció de una eumonía por aspiración el 7 de octubre de 2020 a los ochenta años.

## Otras lecturas
- Sakaki, Hiroto (1998). 筒美京平ヒットストーリー 1967-1998 [Kyohei Tsutsumi Hit Story 1967-1998] (en japonés). Toshima, Tokio: Byakuya-Shobo CO.,LTD. ISBN 489367563X.
- Takanami, Takaaki; Morimitsu, Atsuo (1998). 筒美京平の世界 [Mundo de Kyohei Tsutsumi] (en japonés). Toshima, Tokio: Burrn Corporation/Shinko Music. ISBN 4401701399.
- Takanami, Takaaki; Morimitsu, Atsuo (2011). 筒美京平の世界 [Mundo de Kyohei Tsutsumi [Edición revisada]] (en japonés). P-Vine Books. ISBN 490670000 |isbn= incorrecto (ayuda).
- Takahashi, Tadayuki (2000). 紅白50回〜栄光と感動の全記録 (en japonés). NHK Service Center.
- Ko, Mamoru (2008). 歌謡曲 名曲名盤ガイド 作曲家編 1959 - 1980 [Guía Obra Maestra Kayokyoku > Ordenar por Compositores: 1959 - 1980] (en japonés). Chiyoda, Tokyo: Shinko Music Entertainment. ISBN 440175123X.